# ヤヌ・ヴィランド
ヤヌ・ミュラー＝ヴィランド（独: Janne Müller-Wieland、1986年10月28日 - ）は、ドイツの女子フィールドホッケー選手。ポジションはMF/DF。ハンブルク出身。北京五輪およびロンドン五輪ホッケー女子ドイツ代表。
ホッケー日本リーグおよび所属チームであったコカ・コーラウエストレッドスパークス（現・コカ・コーラレッドスパークス）での登録名は”ヤヌ・ヴィランド”、日本のメディアでは”ヤナ・ミュウラー・ビランド” とも表記される。

## 来歴
母親も元フィールドホッケー選手で、その影響で1992年6歳からウーレンホルスターHCでフィールドホッケーを始める。妹のロダも同チームでプレーし年代別代表に選ばれている。
大学では経営学を専攻、まず2年間デュッセルドルフ大学で学び、のちハンブルク大学に編入し卒業。
2002年から年代別ドイツ代表に選ばれ、2002年ロッテルダムで行われたU-16欧州選手権優勝、2006年カターニアで行われたU-21欧州選手権優勝、同年サンチャゴで行われたU-21世界選手権準優勝に輝く。
A代表に選出された当初はFWとして起用されたが、2008年北京五輪直前から本来の守備的なポジションに起用され、北京五輪では4位入賞。この年の年間最優秀若手選手にノミネートされている。
ウーレンホルスターHCではキャプテンを務めていた。2012年ロンドン五輪ドイツ代表に選ばれ、7位に終わる。
2014年6月から10月末まで、ホッケー日本リーグのコカ・コーラウエストレッドスパークス（現・コカ・コーラレッドスパークス）に所属し、リーグ優勝に貢献する。同年11月に再びウーレンホルスターHCに戻っている。

## 参考資料
- ヤヌ・ヴィランド - Olympedia（英語）
- レッドスパークス公式プロフィール